# جبل الدخول وحومل
ارتبطت جبال الدخول وحومل بالذاكرة الشعبية من خلال معلقة الشاعر الجاهلي امرؤ القيس، وتقع هذه المواقع في منطقة عالية نجد، وبالتحديد في موقع يسمى اليوم جفرة الصاقب، والصاقب هذا عبارة عن جبل شامخ يدعى جبل الصاقب تعرف المنطقة المجاورة له باسمه،وهي بديار قبيلة سبيع فتسمى تلك المواقع بالصاقب، وجبال الدخول وحومل قد تكون مواقعها غير معروفة عند الكثيرين من أبناء العرب، ولكنها ارتبطت بأذهانهم في معلقة امرئ القيس، وهو يردد:
قفا نبكِ من ذكرى حبيب ومنزل
بسقط اللوى بين الدخول فحومل
فتوضح فالمقراة لم يعف رسمها
لما نسجتها من جنوب وشمـأل
ترى بعر الأرام في عرصاتهـا
وقيعانها كـأنه حب فلفـل

## جبل حومل
جبال الدخول وحومل تبعد عن الرياض بحوالى (500) كيلو متر غربا، وعن رنية بحوالى (150) كيلو مترا شمالا، وتقع جبال الدخول غربا عن الجبل حومل، وتبعد عنه بعشرة كيلو مترات تقريبا، وهناك سلسلة من الجبال تحد حومل من الجنوب تسمى جبال حوضا وكثبان رملية وعرة على شكل عروق تسمى بعروق سبيع وكان يسمى قديما رمل عبد الله بن كلاب، ويصعب المرور منها بالسيارات باتجاه حومل وجبل حومل يشبه بشكله عندما تنظر له من الجنوب الأسد الرابض وهو كتلة صخرية ملساء الملمس أسود اللون.

## جبل الدخول
أما الدخول فهي سلسلة هضاب جبلية تنتهي بالدخول المعروف باتجاه حومل، وتختلف في لونها عن حومل وتميل إلى الحمرة، وتحيط بجبال الدخول وحومل عدد من الآبار القديمة جدا، ويذكر أبناء البادية، أنها تعود إلى العهد الجاهلي، وتتميز هذه الآبار بعذوبة المياه، حتى أنها أصبحت موارد مياه ينهلون منها، وتقع هذه الآبار في الجهة الغربية من جبال الدخول، ولا تبعد عنها سوى أمتار قليلة، فيما يقع في جبل حومل وقر لتجميع مياه الأمطار والسيول، ويستفيد منها أبناء البادية، والمنطقة تشتهر بأنها منطقة مراعي جيدة وتنبت بعض الأعشاب، مثل: الخزامى والمرار، والمرار هذا قيل إن والد امرؤ القيس حجرا كان يأكل منه فسمي بآكل المرار، وهو عشب مر الطعم، لكن الإبل تحبه وتظهر مرارته في طعم حليبها.
واشتهرت جبال الدخول وحومل في معلقة امرئ القيس بن حجر بن الحارث الكندي، أشهر شعراء العرب على الإطلاق، وهو عربي الأصل ومولده بنجد، وكان أبوه ملك على بنو أسد وغطفان، ولقنه خاله الشعر، فقاله وهو غلام وعاشر صعاليك العرب، ولما بلغ ذلك أباه نهاه عنه ولم ينته، فأبعده إلى حضرموت إلى أن ثأر بنو أسد على أبيه فقتلوه، وبلغ ذلك امرئ القيس وهو جالس يشرب الخمر.
وفي شرح معلقة امرؤ القيس للقاضي الإمام أبو عبد الله الحسن بن أحمد بن الحسين أن امرأ القيس شاهد النور في نجد عام 500 ميلادية على الأرجح وعاش حياة متفرقة، يشرب الخمر ويستمع الغناء ويقول الشعر، ولم يكن هذا من عادة أبناء الملوك، فنهاه والده عنها فلم ينته فأبعده عنه.. فخرج امرئ القيس يطوف في أرض العرب مع جماعة من أمثاله سكرا وعربدة وشرورا، وظل هذا شأن امرئ القيس حتى أتاه خبر مصرع أبيه حجر، نتيجة تنكر بنو أسد له وامتناعهم عن دفع الأتاوة ونشوب حرب بينهم، حيث قتل والد امرئ القيس فيها.